# Каса хворих (Тернопіль)
«Ка́са хво́рих» — страхова медична установа в місті Тернополі. Діяла на кошти, що відраховували підприємці як відсоток із прибутку.
Заснована 1889 року, статут був затверджений 1920-го. Забезпечувала безкоштовним медичним обслуговуванням та лікуванням. Функціонувала в будинку на вулиці Пасаж Адлера (нині вулиця Олени Кульчицької) з окремим приміщенням для консультації матері та дитини.
У 1920-1930-х роках директором був Р. Строубель, головним лікарем — Б. Свистун.
1939 року Каса хворих припинила діяльність.
Очевидно, що каси діяли і в інших містах Західної України, яка до 1939 року знаходились під владою Польщі, зокрема є згадка про відновлення роботи такої каси в окупованому німцями Дрогобичі в липні 1941 року.